# Serrat de la Garrafa
El Serrat de la Garrafa és una serra situada al municipi de Santa Maria de Besora a la comarca d'Osona, amb una elevació màxima de 1.091 metres.